# Sankt Michaelis Sogn
Sankt Michaelis Sogn ist eine Kirchspielsgemeinde (dän.: Sogn) im südlichen Dänemark. Bis 1970 gehörte sie zur Harde Elbo Herred im damaligen Vejle Amt, danach zur Fredericia Kommune im erweiterten Vejle Amt, die im Zuge der  Kommunalreform zum 1. Januar 2007 Teil der Region Syddanmark geworden ist.

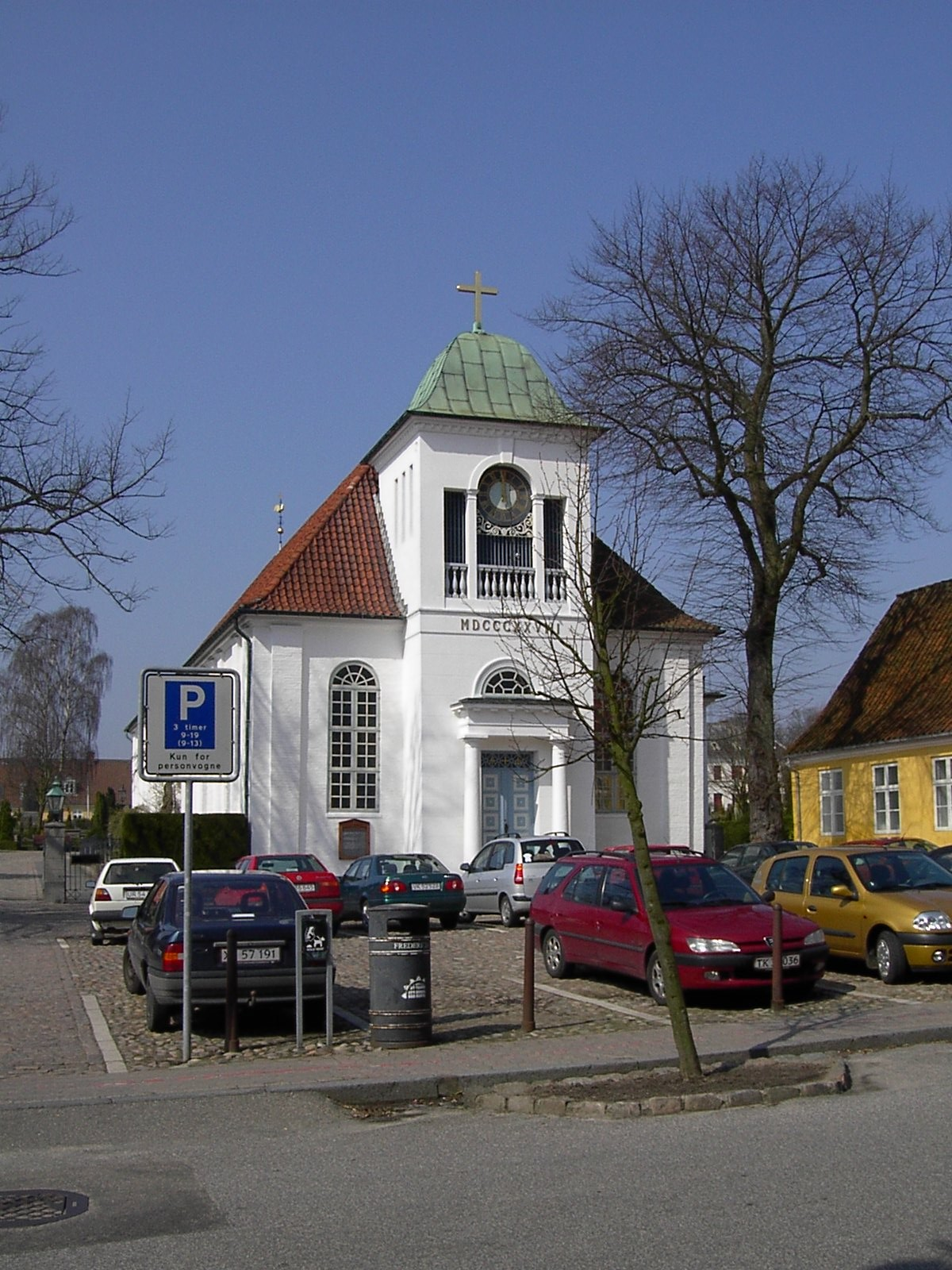
Sankt Michaelis Kirke

Von den 41.243 Einwohnern von Fredericia leben 5603 im Kirchspiel (Stand:1. Januar 2023). Im Kirchspiel liegt die Kirche „Sankt Michaelis Kirke“.
Nachbargemeinden sind im Norden Christians Sogn, im Osten  Trinitatis Sogn und im Westen Hannerup Sogn.